# 丸五基礎工業
丸五基礎工業株式会社（まるごきそこうぎょう、英: MARUGO FOUNDATION CORP.）は、大阪市中央区に本社を置く日本の場所打ち杭専門工事業者（サブコン）である。

## 概要
主な事業内容は超高層ビル、一般ビル、工場、発電所、高速道路高架橋、鉄道高架橋などの基礎工事。スーパーゼネコンや準大手ゼネコンをはじめ、官公庁、各種公団、大手デベロッパーの物件を数多く手がける。東京スカイツリー、あべのハルカス、中之島フェスティバルタワーなどの超高層建築物の基礎を施工するなど、業界でもトップクラスの施工実績を誇る。自社評定工法に、奥村組と共同開発したOMR/B工法（奥村・丸五バケット式拡底杭工法）、耐震杭協会8社で共同開発したKCTB場所打ち鋼管コンクリート杭工法がある。場所打ち杭業界大手4社（ジャパンパイル、東洋テクノ、大洋基礎）の一角であり、唯一大阪市に本社を置く企業である。

## 事業所
- 本社 - 〒541-0053 大阪府大阪市中央区本町1丁目8番12号 オーク堺筋本町ビル7階

### 支店
- 関西支店 - 〒541-0053 大阪市中央区本町1丁目8番12号 オーク堺筋本町ビル7階
- 東京支店 - 〒135-0016 東京都江東区東陽6丁目3番30号
- 名古屋支店 - 〒460-0003 愛知県名古屋市中区錦3丁目7番9号 太陽生命名古屋第二ビル4階
- 広島支店 - 〒730-0051 広島県広島市中区大手町3丁目7番5号 広島パークビル7階
- 福岡支店 - 〒812-0016 福岡県福岡市博多区博多駅南1丁目3番11号 博多南ビル4階

### 営業所
- 沖縄営業所 - 〒900-0021 沖縄県那覇市泉崎2-101-28 田名ビル2階
- 高松事務所 - 〒761-8014 香川県高松市香西南町490-1 香西グランドマンション301号室
- 仙台事務所 - 〒981-0913 宮城県仙台市青葉区昭和町2-23 ノーヴス・アーバンビル702号室

### 機材センター・工作所
- 小野機材センター - 〒675-1360 兵庫県小野市喜多町字大土井110-3
- 茨城工作所 - 〒306-0122 茨城県古河市上和田738-1

### その他
- ペンタ建機リース株式会社
  - 西日本事業部 - 〒541-0053 大阪府大阪市中央区本町1丁目8番12号
  - 東日本事業部 - 〒103-0013 東京都中央区日本橋人形町1-10-6 日本橋SDビル

- 五廣(上海)基礎工程有限公司 - 上海市楊浦区国順路131弄10号階復華商業大廈8階 A-C